# Бібліотека Адріана
37°58′32″ пн. ш. 23°43′34″ сх. д. / 37.975556° пн. ш. 23.726111° сх. д.
Бібліотека Адріана — бібліотека, заснована 132 року римським імператором Адріаном, що розташовувалася з північного боку Акрополя.

## Короткий опис
Будівля була споруджена в типовому стилі Римського Форуму. Вона мала один вхід з пропілеями коринфського ордеру. Внутрішній дворик був оточений колонами, посередині розташовувався декоративний басейн овальної форми. Сама бібліотека була у східній частині споруди. Там зберігалися численні папірусні сувої. У прилеглих кімнатах було облаштовано своєрідні читальні кабінети, у кутках бібліотеки були читальні зали.
Бібліотека зазнала серйозних пошкоджень під час вторгнення герулів 267 року й була відновлена за префекта Геркулія в 407–412 роках. За часи панування Візантії на місті бібліотеки було споруджено три церкви, руїни яких дійшли до нашого часу:
- Тетраконх (5 століття)
- Тринефна базиліка (7 століття),
- Собор (12 століття), що був першим в Афінах. Відомий, як Мегалі Панагія.

В XI столітті на цьому місці була збудована церква Мегалі Панагія. Вона була зруйнована під час великої пожежі у 1885 році. Після руйнування церкви археологи почали розкопки, які тривають і донині.

## Галерея

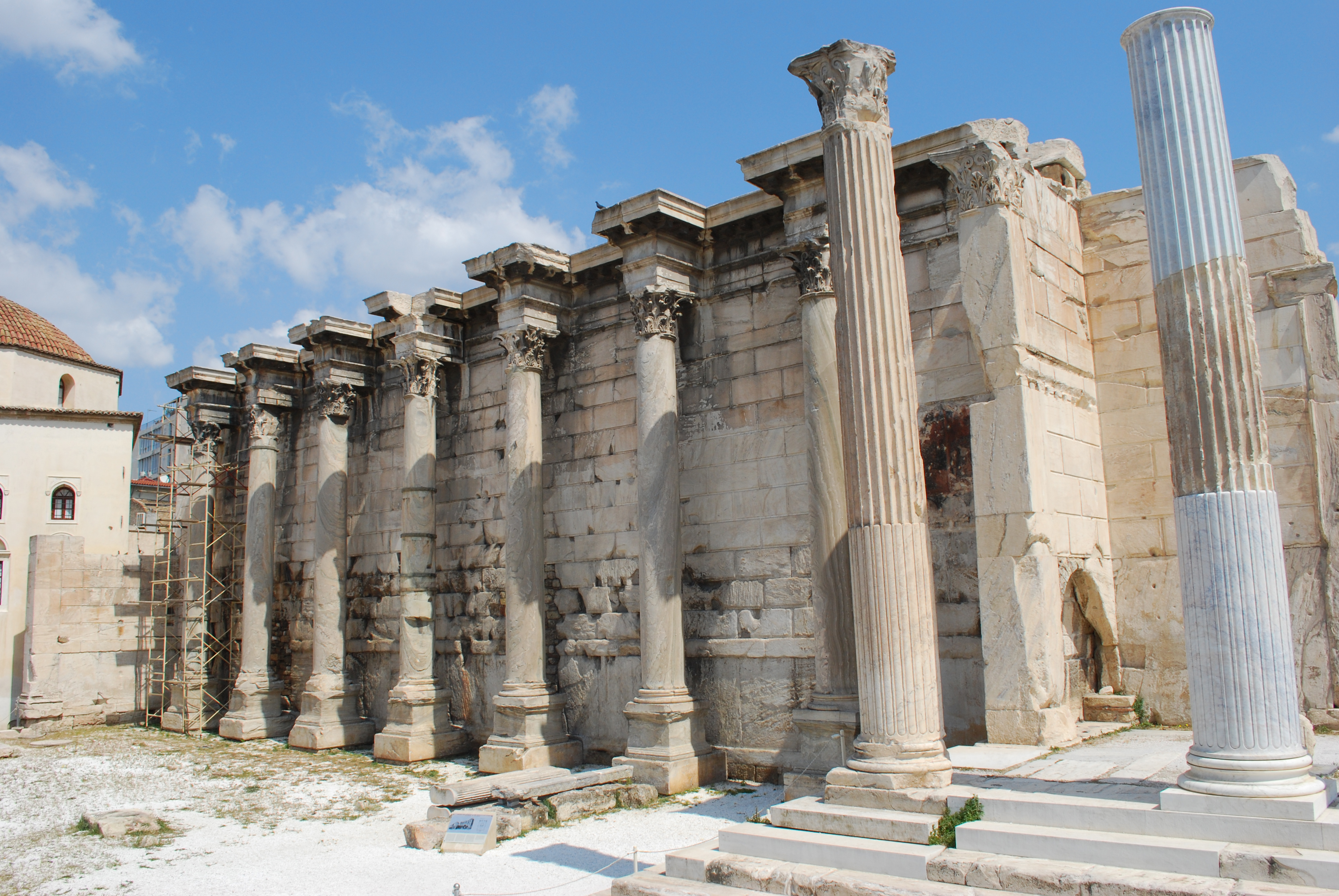
Західна стіна Бібліотеки Адріана
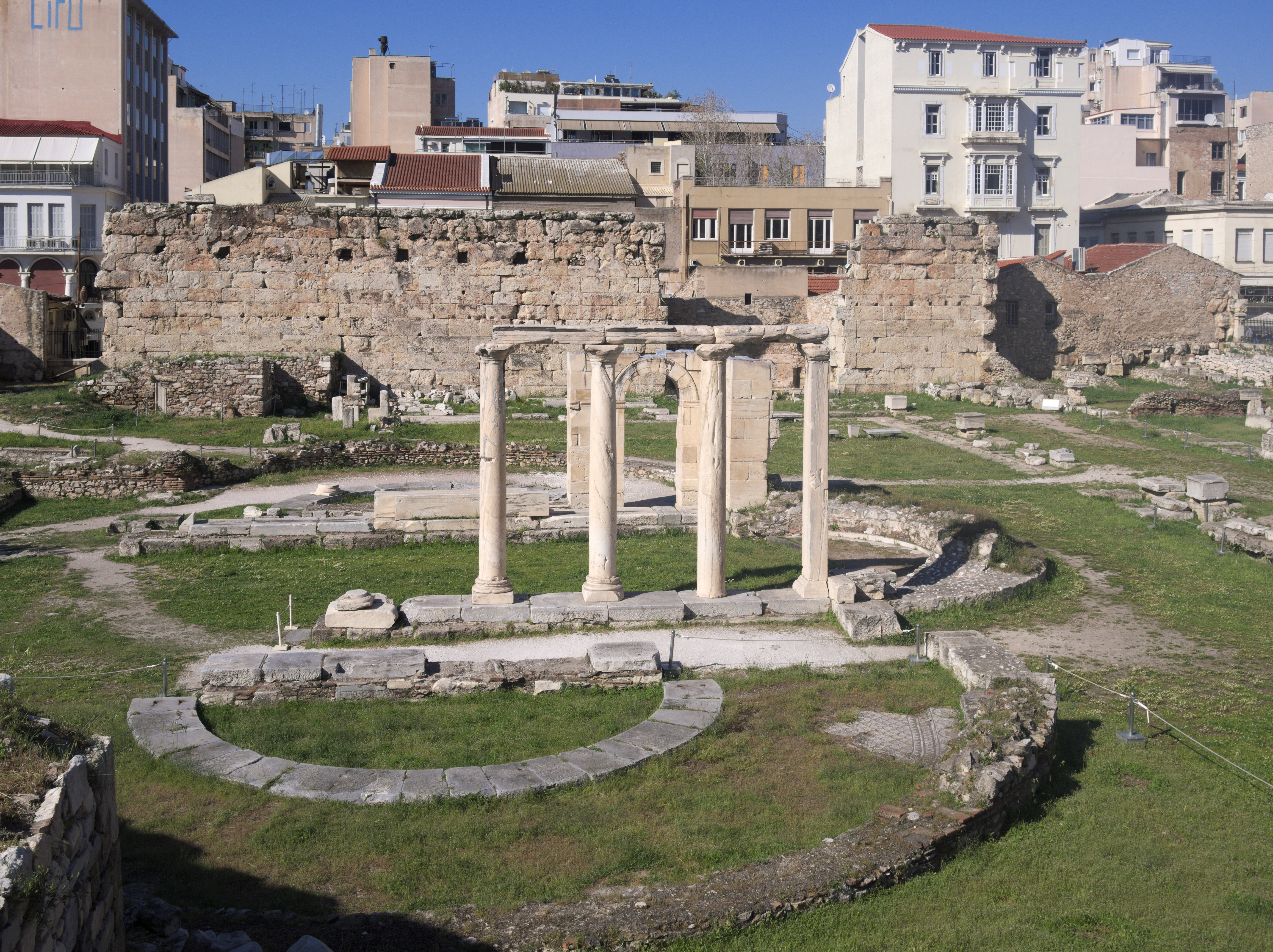
Вигляд з півдня. На фото видно тетраконх, споруджений у дворі бібліотеки.
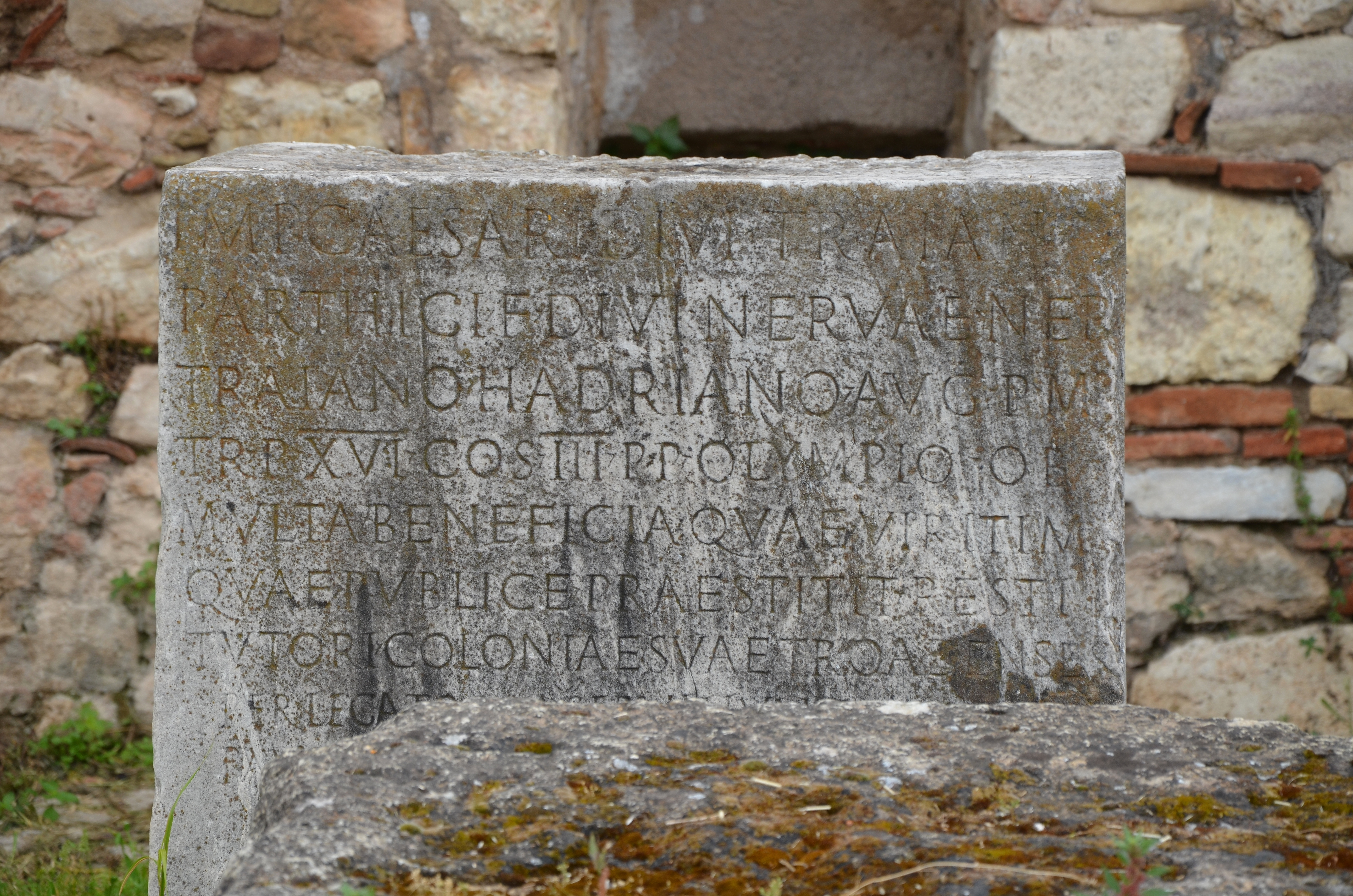
Напис на камені з прославлянням Адріана.
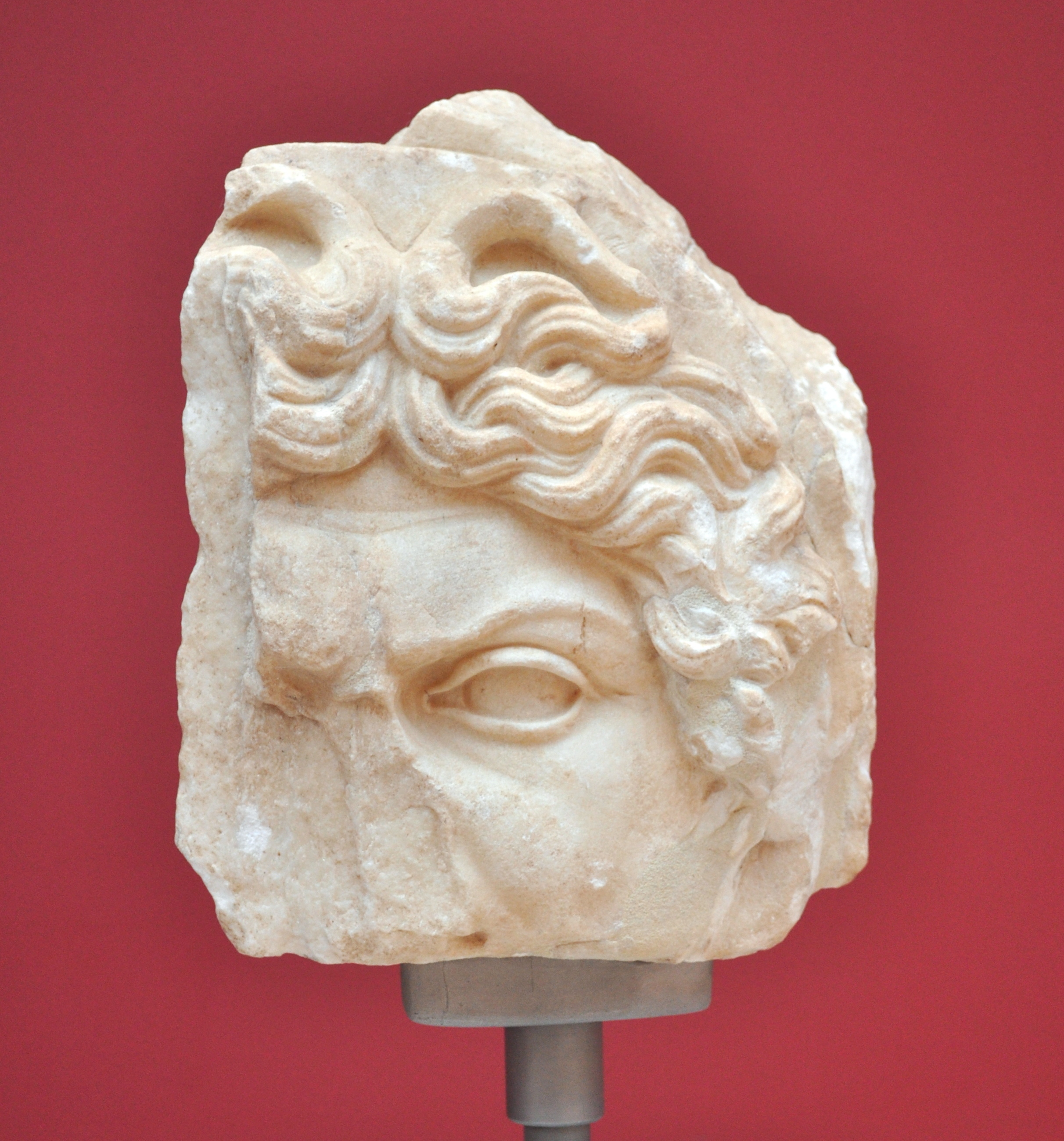
Рельєфний фрагмент горгонейона. Музей бібліотеки Адріана. II ст. н.е.